# Sara Shane
Sara Shane, nacida Elaine Sterling, (18 de mayo de 1928 – 31 de julio de 2022) fue una actriz estadounidense que actuó en cine y televisión durante la Edad dorada, en los años cincuenta y principios de los sesenta.

## Carrera actoral
Nacida como Elaine Sterling, Shane consiguió un contrato cinematográfico con MGM y participó en algunos musicales (con su nombre de nacimiento). El estudio "la abandonó a los seis meses." En 1953 contrató al publicista Russell Birdwell y comenzó a utilizar el nombre de Sara Shane ("inspirado en la película del mismo nombre"). Consiguió un contrato de siete años con Universal International Pictures (UI), pero después de dos películas se tomó un año sabático, que en aquel momento se predijo que probablemente sería breve.
Un artículo periodístico de 1953 informaba de que la también actriz Hedy Lamarr animó a Shane (descrita como la "amiga más íntima de Lamarr en los últimos años") a retomar su carrera en el cine. Shane dijo de Lamarr: "Ella me empujó de nuevo a hacer carrera y me sacó de mi pereza." El artículo señalaba que Shane estaba "haciendo pruebas para la película de John Wayne 'The High and the Mighty,' y la versión cinematográfica de 'Oklahoma,'" y volvió a trabajar en cine y televisión en 1955, sobre todo en la película de Clark Gable The King and Four Queens, su última película, Tarzan's Greatest Adventure, de 1959, en la que interpretaba a Angie, considerada su actuación más memorable. Continuó en televisión hasta 1964.
Entre las apariciones de Shane en televisión, interpretó el papel de la acusada Alyce Aitken en el episodio de Perry Mason de 1961, "The Case of the Envious Editor." También interpretó el papel de Ethel Meridith en la serie de televisión The Outer Limits, Episodio 8, Temporada 2, titulado "Wolf 359" que se emitió el 7 de noviembre de 1964. Su último papel como actriz fue el de la Condesa en el episodio de la primera temporada de la serie de televisión de la ABC Voyage to the Bottom of Sea, titulado "Long Live the Kingdom", que se emitió el 21 de diciembre de 1964. El director del episodio, László Benedek, había trabajado anteriormente con Shane en el episodio de The Outer Limits "Wolf 359" y la recomendó para el papel.

## Emprendimiento
Shane dejó la actuación en 1964 para dedicarse a los negocios. En 2018, era directora del Hippocrates Health Centre de Queensland, Australia y autora. En 1974, publicó una novela de no ficción, Zulma, sobre las experiencias de una mujer trans preoperada mexicana en la La Mesa Prison, basada en su visita a la prisión y su encuentro con una mujer trans llamada Zulma. En 2000, publicó Take Control of Your Health and Escape the Sickness Industry (ISBN 978-0646402970). En 2008 escribió, produjo y copresentó (con el narrador Tony Barry) un documental en DVD titulado "One Answer to Cancer" (2008). La primera mitad del DVD trata sobre los peligros del fármaco Aldara. El resto de la película promociona el tratamiento alternativo contra el cáncer, el ungüento negro; incluye instrucciones detalladas sobre cómo fabricarlo y aplicarlo uno mismo.

## Vida personal
Shane se casó en 1949 con William Hollingsworth, un "rico magnate inmobiliario." Se divorciaron en 1957. La pareja tuvo un hijo, Jamie. Shane falleció el 31 de julio de 2022, a la edad de 94 años, en Gold Coast, Australia.

## Filmografía
| Año  | Título                      | Papel         | Notas         |
| ---- | --------------------------- | ------------- | ------------- |
| 1948 | Easter Parade               | Showgirl      | sin acreditar |
| 1948 | Julia Misbehaves            | Maniquí       | sin acreditar |
| 1949 | Neptune's Daughter          | Miss Pratt    | sin acreditar |
| 1954 | Magnificent Obsession       | Valerie       |               |
| 1954 | Sign of the Pagan           | Myra          |               |
| 1955 | Daddy Long Legs             | Pat           | sin acreditar |
| 1956 | Three Bad Sisters           | Lorna Craig   |               |
| 1956 | The King and Four Queens    | Oralie McDade |               |
| 1957 | Affair in Havana            | Lorna         |               |
| 1959 | Tarzan's Greatest Adventure | Angie Loring  |               |

## Televisión
| Año  | Título                          | Papel          | Notas                                                     |
| ---- | ------------------------------- | -------------- | --------------------------------------------------------- |
| 1961 | Alfred Hitchcock Presents       | Loretta Burns  | Temporada 7 Episodio 8: “The Old Pro”                     |
| 1961 | Perry Mason                     | Alyce Aitken   | Temporada 4 Episodio 13: "The Case of the Envious Editor” |
| 1962 | The Alfred Hitchcock Hour       | Helen Barrow   | Temporada 1 Episodio 5: "Captive Audience"                |
| 1964 | The Outer Limits                | Ethel Meridith | Temporada 2 Episodio 8: "Wolf 359"                        |
| 1964 | Voyage to the Bottom of the Sea | La condesa     | Temporada 1 Episodio 15: "Long Live the Kingdom"          |